# Ignatow (obwód wołgogradzki)
Ignatow (ros. Игнатов) – chutor w Rosji, w obwodzie wołgogradzkim, w rejonie sierafimowickim. W 2010 liczył 118 mieszkańców.